# Saidu Bah Kamara
Saidu Bah Kamara (sinh ngày 3 tháng 3 năm 2002) là một cầu thủ bóng đá chuyên nghiệp người Sierra Leone hiện tại đang thi đấu ở vị trí tiền vệ phòng ngự cho câu lạc bộ Bo Rangers FC và Đội tuyển bóng đá quốc gia Sierra Leone.